# Almodou
Pour plus de détails, voir Fiche technique et Distribution.
Almodou est un film de fiction réalisé par le cinéaste sénégalais Amadou Thior en 2000 sur les talibés, enfants esclaves des marabouts au Sénégal.

## Synopsis
Modou jeune villageois de douze ans, est un talibé (élève de l'école coranique) dans l’école coranique de Maître Serigne. L’enseignant vit de la mendicité de ses petits disciples en espérant des jours meilleurs. Après avoir fugué de cet enfer une première fois, Modou est ramené à Serigne par son propre père.
Le jeune garçon parvient à s’échapper une nouvelle fois du joug de son terrible et vénal maître. Prise d’affection pour cet enfant innocent, Mère Coumba, une vendeuse de beignets et de café, devient sa complice. 

## Fiche technique
- Titre : Almodou
- Réalisateur : Amadou Thior
- Producteurs : Consultants et Réalisateurs Associés
- Langue : Wolof sous titré français
- Format : Vidéo
- Genre : Comédie
- Durée : 85 minutes
- Date de réalisation : 2000
- Couleur / N&B : couleur